# داني وليامز (لاعب كرة قدم)
داني وليامز (بالإنجليزية: Danny Williams)‏ (25 يناير 1988 بويغان في المملكة المتحدة - ) هو لاعب كرة قدم بريطاني في مركز جناح ‏. لعب مع نادي إنفرنيس ونادي اتحاد مانشستر وكندل تاون ‏ وClitheroe F.C. ‏ وChester F.C. ‏ وDaisy Hill F.C. ‏.

## وصلات خارجية
- داني وليامز على موقع قاعدة بيانات كرة القدم.إي يو (الإنجليزية)
- داني وليامز على موقع قاعدة بيانات كرة القدم.إي يو (الإنجليزية)
- داني وليامز على موقع Soccerbase.com (لاعب) (الإنجليزية)
- داني وليامز على موقع Soccerway.com (الإنجليزية)